# Scurrula
- Commons
- Wikispecies

Scurrula L. é um género botânico pertencente à família Loranthaceae.

## Sinonímia
- Antriba Raf.
- Cichlanthus (Endl.) Tiegh.

## Principais espécies
- Scurrula fusca
- Scurrula oortiana
- Scurrula parasitica
- Scurrula philippensis
- Scurrula pulverulenta

## Classificação do gênero
| Sistema | Classificação                      | Referência               |
| ------- | ---------------------------------- | ------------------------ |
| Linné   | Classe Tetrandria, ordem Monogynia | Species plantarum (1753) |